# Gerrit Jan van Ingen Schenau
Gerrit Jan van Ingen Schenau (Leiden, 13 september 1944 – Weteringbrug, 2 april 1998) was een Nederlands bewegingswetenschapper. Hij is vooral bekend als heruitvinder van de klapschaats; op een eerdere versie van de klapschaats bleek al octrooi aangevraagd in 1894.
Van Ingen Schenau groeide op in Schoonebeek en studeerde natuurkunde aan de Technische Universiteit Delft. In 1973 ging hij bij de Vrije Universiteit Amsterdam werken, als bewegingswetenschapper bij de Interfaculteit Lichamelijke Opvoeding. Hij hield zich vooral bezig met het fenomeen menselijke sprong, en later met de afzetbeweging bij het schaatsen; zijn promotieonderwerp had hier ook betrekking op. In de jaren tachtig ontwikkelde hij de klapschaats. Hij kon hier echter geen octrooi op krijgen, omdat het idee al eerder bleek te zijn bedacht.
Vijftien jaar later, in de tweede helft van de jaren negentig, betekende de klapschaats een revolutie in de schaatswereld. Dankzij zijn uitvinding werden veel wereldrecords verbroken. Vrij kort na het wereldwijde succes van zijn vinding overleed Van Ingen Schenau op 53-jarige leeftijd aan kanker.